# Brommella punctosparsa
Brommella punctosparsa là một loài nhện thuộc chi Brommella trong họ Dictynidae.
Loài này được Ryoji Oi miêu tả năm 1957 dưới danh pháp Lathys punctosparsus theo mẫu vật thu được tại chùa Phật Thông (佛通寺, ぶっつうじ, Buttsū-ji), Mihara, tỉnh Hiroshima, Nhật Bản. Năm 1967, Pekka T. Lehtinen chuyển nó sang chi Brommella.

## Phân bố
Loài này có tại Hàn Quốc, Nhật Bản, CHDCND Triều Tiên và Trung Quốc.